# Oxyrhopus melanogenys
Oxyrhopus melanogenys – gatunek węża z rodziny połozowatych (Colubridae). Występuje w północnej i środkowej Ameryce Południowej. Prowadzi nocny, naziemny tryb życia.

## Systematyka
Takson ten po raz pierwszy zgodnie z zasadami nazewnictwa binominalnego opisał w 1845 roku Johann Jakob von Tschudi na łamach „Archiv für Naturgeschichte”. Autor nadał wężowi nazwę Sphenocephalus melanogenys. Nie podał bezpośrednio miejsca typowego, ale zawarte jest ono w tytule pracy Reptilium conspectus quae in Republica Peruana reperiuntur et pleraque observata vel collecta sunt in itenere – Peru. Holotyp nie zachował się, lektotyp MHNN 14 (wcześniej oznaczony jako MZN 99) to osobnik o długości 755 mm.
Wyróżnia się dwa podgatunki:
- O. m. melanogenys (Tschudi, 1845)
- O. m. orientalis Cunha & Nascimento 1983

### Etymologia
- Oxyrhopus: gr. οξυρροπος oxurrhopos „szybko pełzający”[6].
- melanogenys – gr. μέλανος melanos „czarny”, gr. γένυς genys „szczęka, policzek”[2].

## Morfologia
Jest to małej wielkości wąż o czarnej głowie niewiele szerszej od szyi, z czerwonym lub pomarańczowym paskiem na karku. Tułów średniej grubości. Grzbiet u dorosłych osobników czarny z białymi wąskimi pasami w przedniej części. W tylnej dodatkowo pomarańczowe pasy o różnej grubości. Brzuch i spód głowy jasny, u dorosłych osobników brzegi tarczek brzusznych mają czarne zabarwienie. Oxyrhopus melanogenys może być mylony z Oxyrhopus vanidicus.
Wymiary:
|                          | Samiec  | Samica  |
| Długość SVL (mm)         | 362–610 | 385–650 |
| Długość TL (mm)          | 106–184 | 100–190 |
| Łuski grzbietowe (rzędy) | 19      | 19      |
| Tarczki brzuszne         | 185–190 | 187–197 |
| Tarczki podogonowe       | 82–92   | 67–80   |

## Występowanie
Oxyrhopus melonogenys występuje w dorzeczu Amazonki, w Gujanie, Kolumbii, Ekwadorze, Boliwii, Peru i Brazylii. W Ekwadorze w prowincjach Napo, Pastaza, Zamora Chinchipe i Orellana.

## Ekologia i zachowanie
Gatunek prowadzi nocny, naziemny tryb życia. Zamieszkuje strefę tropikalną. Występuje w lasach tropikalnych dorzecza Amazonki, na wysokościach od poziomu morza do ponad 1500 m n.p.m. Jego dieta składa się głównie z jaszczurek i małych ssaków, chociaż odnotowano również ptaki i jaja jaszczurek. Jest to wąż jajorodny, w lęgu 7–13 jaj. Jest niejadowity.

## Status zagrożenia
W Czerwonej księdze gatunków zagrożonych IUCN Oxyrhopus melonogenys jest klasyfikowany jako gatunek najmniejszej troski (LC, ang. Least Concern). Liczebność populacji nie jest określona, ale gatunek ten jest opisywany jako pospolity w części zasięgu występowania. Trend liczebności populacji określany jest jako prawdopodobnie stabilny.